# Frans Ericson
Frans Oscar Ericson, född 22 juni 1879 i Hällestads församling, Östergötlands län, död 4 augusti 1949 i Ekeby församling, Östergötlands län, var en svensk politiker (s).
Ericson var till yrket smed innan han blev heltidspolitiker. Han var ledamot i landstinget från 1912. Han var ledamot av riksdagens andra kammare 1921–1940 och av första kammaren från 1941 i valkretsen Östergötlands län.